# پیروزی مردی به نام اسب
پیروزی مردی به نام اسب (به انگلیسی: Triumphs of a Man Called Horse) فیلمی محصول سال ۱۹۸۳ و به کارگردانی جان هاف است. در این فیلم بازیگرانی همچون ریچارد هریس، مایکل بک، وان آرمسترانگ، آن سیمور، باک تیلور، لاوتارو موروا، سیمون آندرئو، جان دیویس چندلر، سباستین لیگارد ایفای نقش کرده‌اند.